# Hunnewell, Kansas
Hunnewell är en ort i Sumner County i Kansas. Vid 2010 års folkräkning hade Hunnewell 67 invånare.